# Pontocythere sulcata
Pontocythere sulcata är en kräftdjursart som först beskrevs av H.S. Puri 1960.  Pontocythere sulcata ingår i släktet Pontocythere och familjen Cushmanideidae. Inga underarter finns listade i Catalogue of Life.